# Déminage

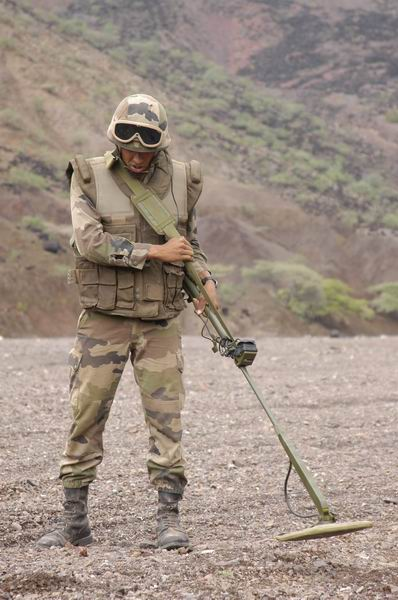
Démineur de la compagnie de génie de la 13e demi-brigade de Légion étrangère à Djibouti en 2005 en exercice.

Le déminage est un ensemble d'actions visant à l'élimination des mines terrestres ou navales d'une zone. Au sens large et par extension, il s'agit de la recherche, neutralisation, enlèvement et stockage ou destruction des munitions, mines, pièges, engins et explosifs susceptibles de poser des problèmes pour la sécurité ou l'environnement. On distingue deux types de déminage, celui militaire et celui du déminage humanitaire. Dans le cadre de la reconstruction qui a suivi la Première Guerre mondiale, on parlait plutôt de « désobusage ».

## Histoire

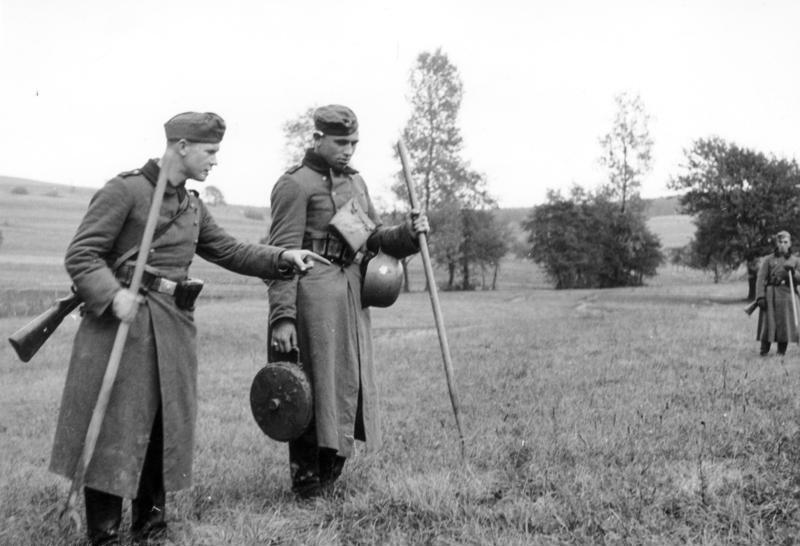
Des troupes du génie allemand à l'exercice de déminage (Bebelheim, 1939).

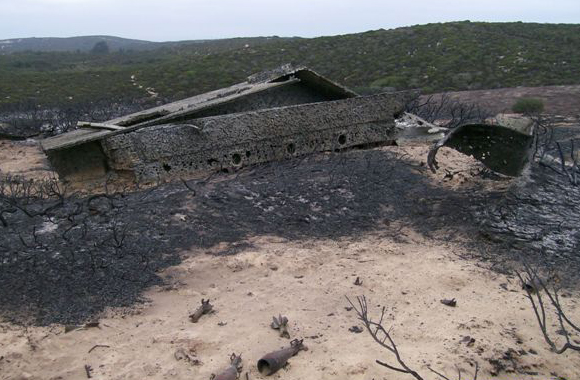
À Fort Ord (Californie), des démineurs américains ont préféré incendier la végétation pour ensuite mieux détecter visuellement les munitions non-explosées et les traiter.

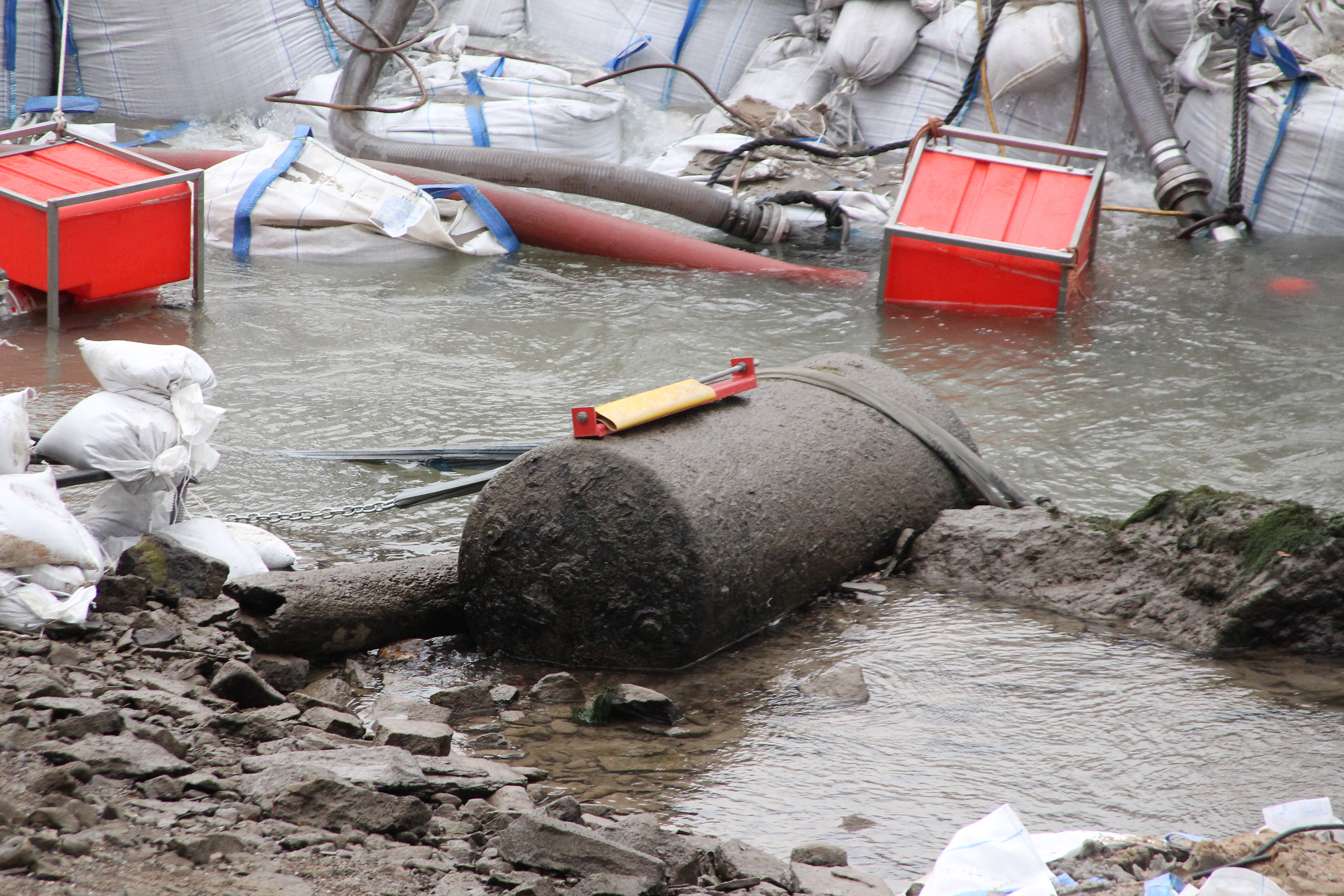
Des décennies après leur largage, les bombes restent dangereuses. Ici en 2011, les démineurs s'apprêtent à détruire in situ une bombe anglaise de 1.8 tonne, opération qui a justifié l'évacuation provisoire des habitants de Coblence.

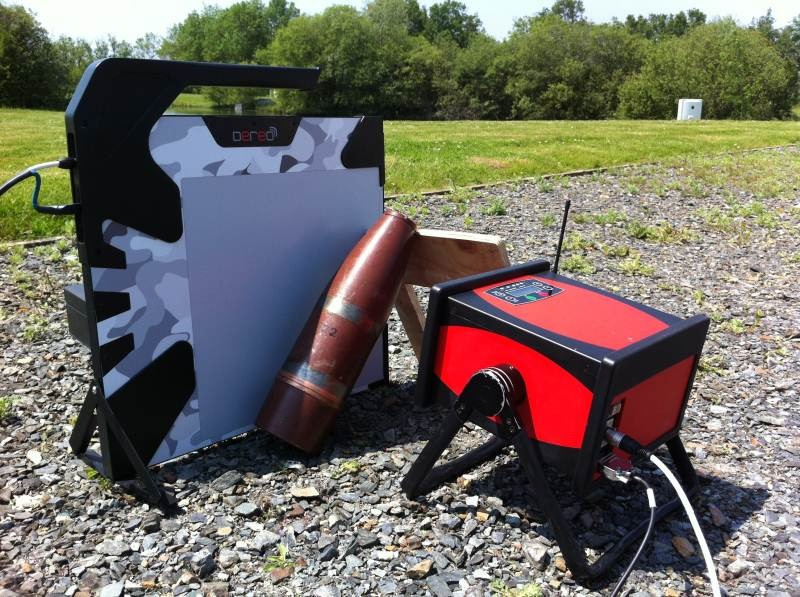
Un obus de 105 mm est radiographié avec un générateur de rayons-X et détecteur portables.

Le désobusage et déminage sont des activités qui semblent avoir vraiment pris leur ampleur durant la Première Guerre mondiale, mais surtout après l'armistice quand il a fallu nettoyer les terrains de Belgique et des 11 départements français de la zone rouge truffés de munitions non explosées et de stocks de munitions non utilisées, de toutes sortes ;
Le nettoyage des engins de guerre ou explosifs a d'abord été qualifié de « désobusage ». Après l'armistice de 1918, il relevait des artificiers, placés jusqu'à fin 1919 sous la responsabilité directe des autorités militaires anglaises (dirigées par Douglas Haig) dans le nord de la France, puis de structures « civiles ».
« Le Service de désobusage (recherche et enlèvement des projectiles) a été effectué jusqu'en décembre 1919 par les soins de l'autorité militaire. Depuis, le désobusage a été assuré par la main-d'œuvre civile » lit-on dans un rapport du préfet du Pas-de-Calais Robert Leullier au Conseil général du département du Pas-de-Calais (2e session ordinaire de 1920, « service de reconstitution des régions atteintes par les événements de guerre »). Mais le mot « désobusage » a aussi pu désigner plus largement des activités de démantèlement de munitions (obus et balles en général) pour en recycler les métaux et parfois la poudre (de même que celle des balles qui sera réutilisée par le Service des poudres), opération pratiquée par exemple en France dans les usines de désobusage de Coucy-le-Château, ou à Albert (de l'après 1918 à 1919).
Ce n'est qu'après la diffusion généralisée des mines que le mot démineur a été retenu, à partir de la Seconde Guerre mondiale.
En URSS, 58,5 millions de mines ont été enlevées sur une superficie de 2 500 000 km2.
En Pologne, de 1945 à 1975, 3 834 personnes ont été tuées et 8 384 blessées du fait des restes de guerre, 16 millions de mines étant retirées du sol de ce pays par les démineurs.
Depuis près de 100 ans, les mines volontairement dispersées ou oubliées par les belligérants, et des millions d'obus et d'autres munitions non explosées comptent parmi les principales séquelles de conflits armés. Chaque conflit armé doit être suivi d'un travail de déminage, qui s'étend parfois sur des décennies.
On peut distinguer le déminage militaire du déminage civil ou humanitaire, qui se fait au retour de la paix ou sur des territoires épargnés par les combats et qui peut être réalisé par des sociétés spécialisées, en général fondées par d'anciens démineurs militaires.

## L'activité de déminage

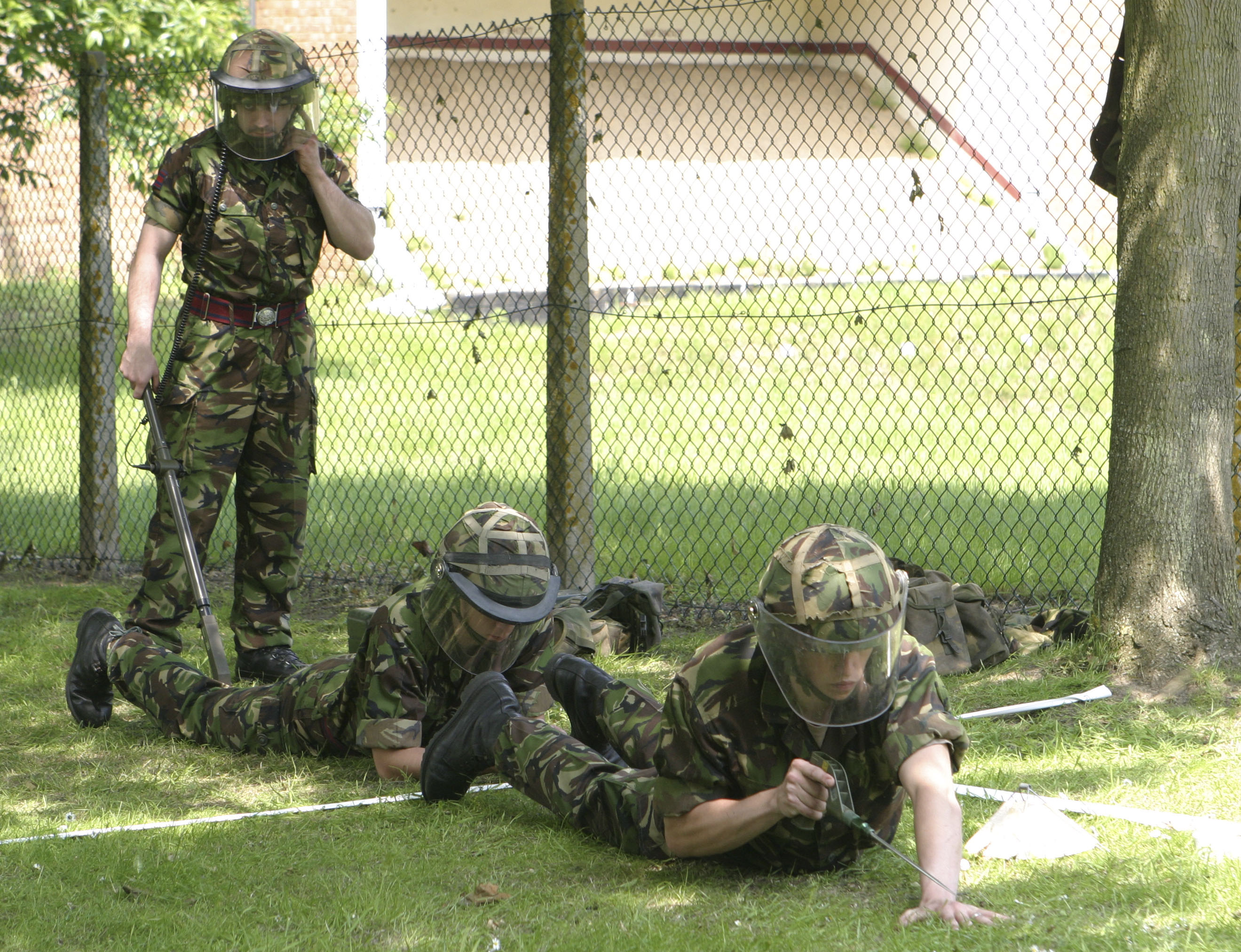
Sapeurs britanniques lors d'un exercice de déminage.

Dans le passé, des prisonniers de guerre ou des volontaires ont été utilisés pour le désobusage (puis le déminage). Ce fut le cas par exemple de prisonniers allemands lors de la reconstruction après la Première Guerre mondiale. Nombre d'entre eux ont été tués ou grièvement blessés et certains n'ont pu rentrer en Allemagne qu'en 1920.
De manière générale, le métier reste particulièrement dangereux.
Les moyens de détection et de protection augmentent mais le nombre et la variété des engins explosifs ne cesse d'augmenter, ce qui force les démineurs à une formation continue et une formation de base approfondie.

### Déminage en temps de guerre

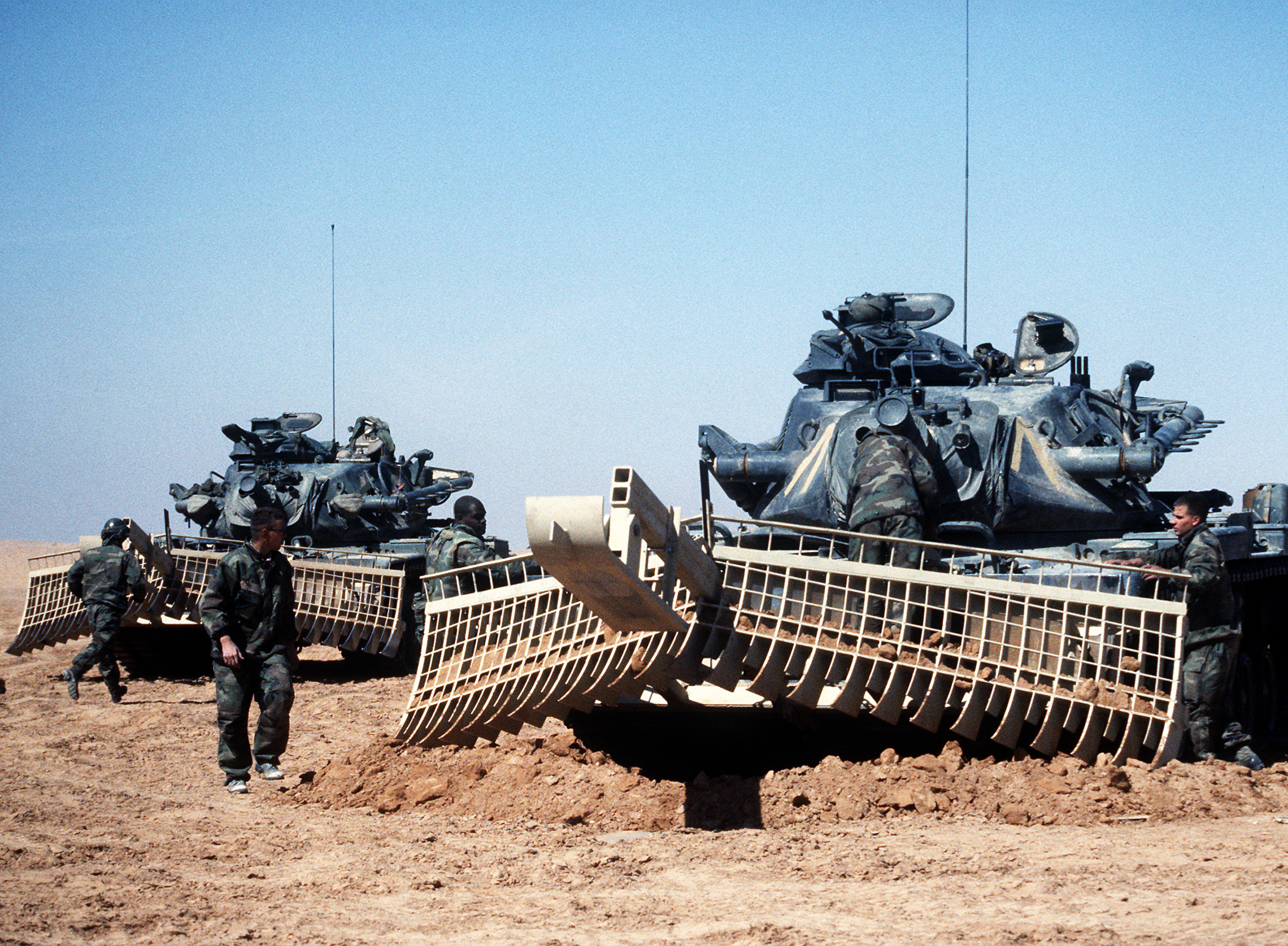
Chars de déminage de l'US Army avec charrue à mines nettoyant un chemin.

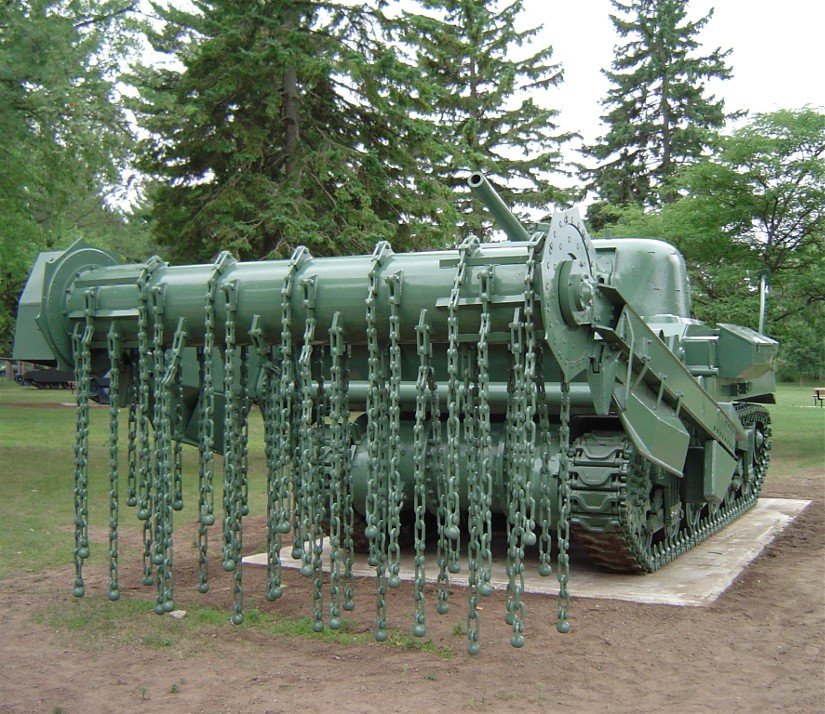
Char de déminage à fléau Sherman M4 A4 (flail) armé d'un canon de 75 mm de la Seconde Guerre mondiale, équipé pour le déminage rapide.

Son objectif est généralement de permettre la poursuite d'actions militaires en périodes de conflit. Le plus souvent, il s'agit de permettre le nettoyage rapide de zones d'accès ou de couloirs de circulation, particulièrement au char de déminage ou avec des engins explosifs (Mine-clearing line charge (en), Giant Viper). Il existe plusieurs types de char de déminage, de nos jours chaque type est utilisé dans des situations différentes et pour remplir des rôles précis :
- Fléau de mines : Crée pendant la deuxième guerre mondiale, il consiste en un ensemble de chaînes qui sont fixées à un rotor horizontal à rotation rapide monté sur deux bras devant le véhicule. La rotation du rotor fait tourner les fléaux de manière extravagante et marteler violemment le sol. La force d'un coup de fléau au-dessus d'une mine enfouie imite le poids d'une personne ou d'un véhicule et fait exploser la mine, mais d'une manière sûre qui cause peu de dommages aux fléaux ou au véhicule. Aujourd'hui il n'est plus utilisé en situation de combat direct car les fléau de mines sont généralement installés sur des véhicules non armés. Ils sont donc utilisés dans des zones ou il n'y pas de combat pour nettoyer en profondeur une zone[4].
- Rouleau de mine : Monté sur un char ou un véhicule blindé, conçu pour faire exploser des mines antichar. Le dispositif est généralement composé d'une fourche ou de deux ensembles de bras de poussée installés à l'avant de la coque d'un char, avec deux rangées de rouleaux pouvant être abaissés devant les chenilles du char. Chaque rangée de rouleaux est doté de plusieurs roues lourdes cloutées en acier, qui appliquent une pression au sol plus élevée que les chenilles du char. C'est généralement ce genre d'équipements qui est utilisé lorsque les soldats doivent traverser un champ de mines sous le feu de l'ennemi car il permet au véhicule de conserver sa mobilité[5].
- Charrue à mines : Une charrue de mine est généralement montée sur un char ou un véhicule de génie militaire. Les mines terrestres enfouies sont déterrées et poussées hors de la trajectoire du char ou renversées. Lorsque le char passe au-dessus de la mine, elle dépensera son souffle vers le bas plutôt que vers le haut, causant des dégâts insignifiants[6].
- Cordon détonnant :  Un cordon détonnant est un fil ou tube qui est rempli d'explosif, la conception de base consiste à projeter de nombreuses charges explosives connectées sur une ligne sur le champ de mines, puis à exploser, faisant exploser toutes les mines enfouies, ouvrant ainsi la voie aux troupes[7].

Par ailleurs, selon les objectifs, le déminage peut se restreindre à la seule neutralisation de mines antichars, en excluant donc le nettoyage de mines antipersonnel, avec un taux d'acceptation de risque résiduel plus important que dans le cadre d'un déminage humanitaire.
Dans les armées de terre, le minage et le déminage sont confiés au génie militaire.

### Détection

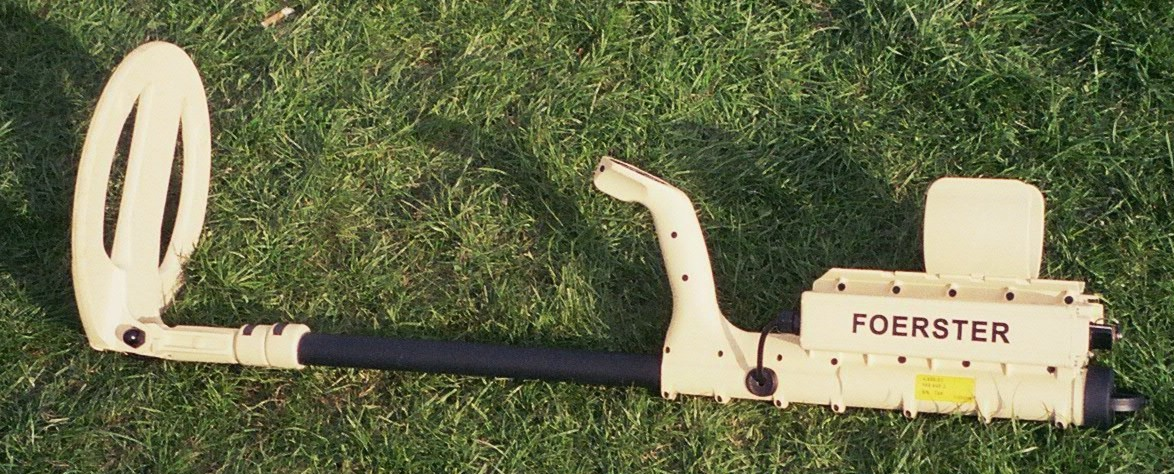
Détecteur de métal, surnommé « poêle à frire » en raison de sa forme.

#### Détection classique
La détection comporte plusieurs possibilités, tout d'abord la détection visuelle, la détection par sondage et/ou avec une pelle selon le type de terrain, puis la détection avec des moyens spécifiques (DHPM, GRP, ...).
La détection se fait par le biais de détecteurs de métaux ou de détecteurs d'explosifs.

#### Détection par des animaux ou des plantes
Des cricétomes (sorte de rats géants) sont dressés en Tanzanie au repérage de mines antipersonnel. Ce programme, exporté par une organisation de recherche belge, donne de bons résultats et complète l’action des  chiens démineurs. Au Cambodge le rat Magawa était devenu une véritable célébrité locale, il a à lui seul déminé près de 140 000 m² de terrain et reniflé une centaine de mines. Il a même reçu en 2020 la médaille d'or du PDSA. Un humain muni d'un détecteur de métaux prend en moyenne d'un à quatre jours à déminer un terrain de 200 m2, alors que Magawa, par exemple, prend en moyenne 20 minutes à parcourir un terrain de mêmes dimensions.
En 2005, des recherches utilisant la modification génétique de graines d'Arabette de Thalius, Arabidopsis thaliana, sont en cours. En présence de mines, la plante semée par avion au-dessus des champs de mines changerait de couleur, ce qui faciliterait leur élimination.

### Assistance mécanisée

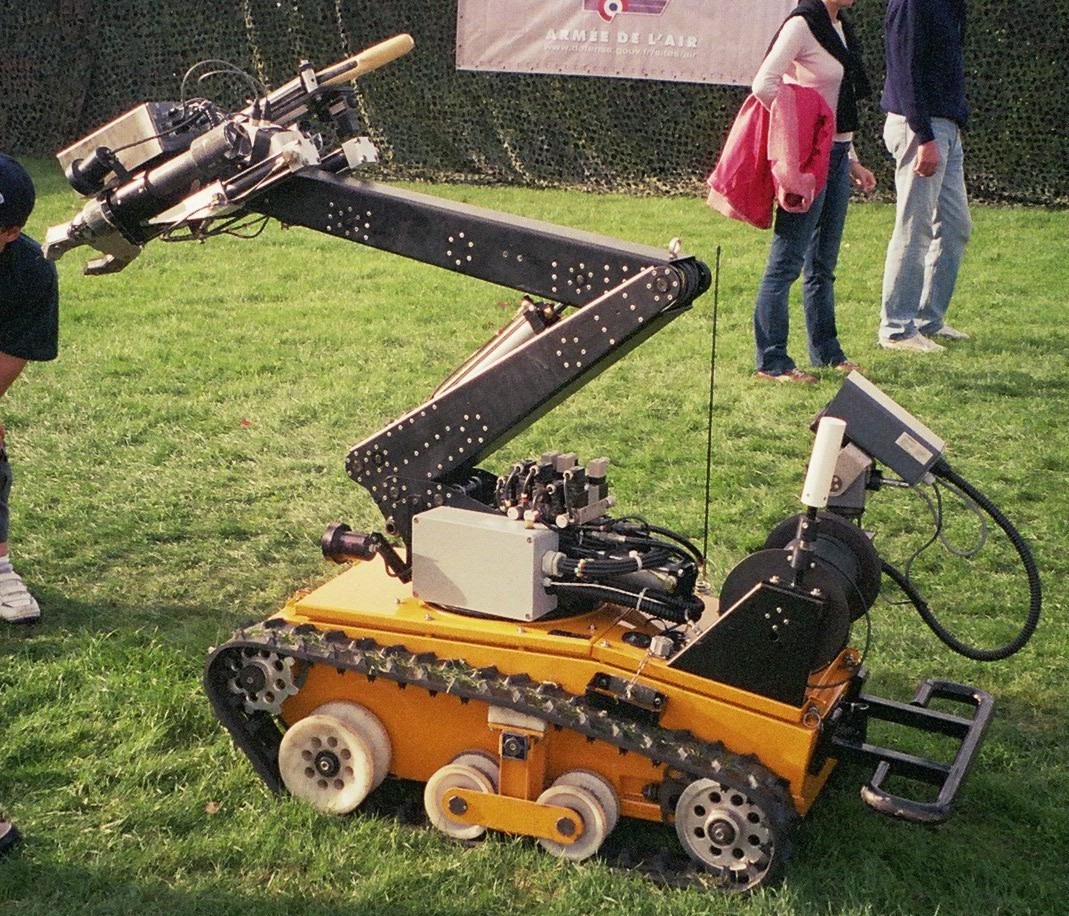
Robot de déminage, utilisant un jet d'eau à très forte pression et vitesse.

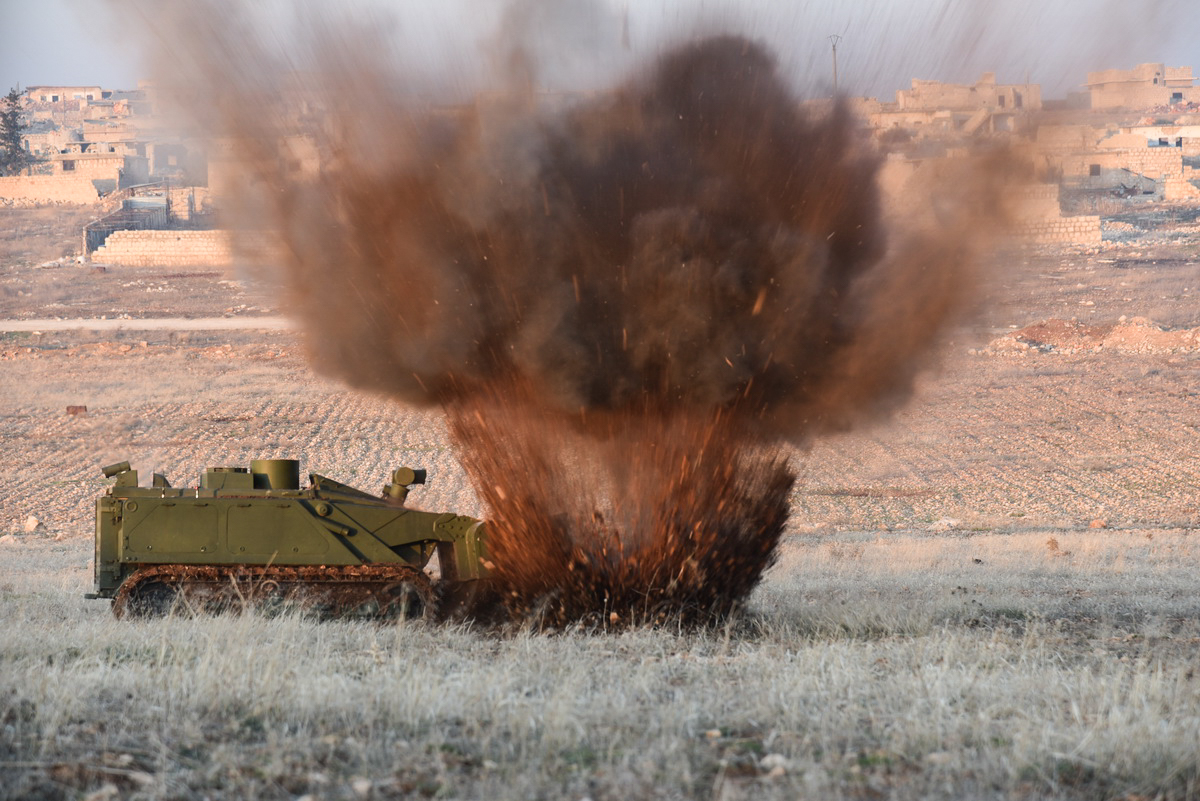
Drone de déminage Uran-6 russe en usage durant la Guerre civile syrienne

Des véhicules télécommandés de déminage existent dont celui-ci développé par des ingénieurs suisses, le D-2 de Digger DTR.
Ces véhicules sont conçus pour faire exploser les mines sans causer de dommages à la machine. Certains sont pilotés directement depuis le véhicule, dans un endroit protégé, alors que d'autres sont télécommandés.
Aucun système n'est fiable à 100 % et le passage de démineurs est nécessaire en cas de mine non explosée. Néanmoins, ces machines permettent un défrichage efficace et accélèrent sensiblement le travail des démineurs.

### Neutralisation des explosifs
L'acronyme NEDEX pour Neutralisation Enlèvement Destruction des EXplosifs est désormais remplacé par la dénomination OTAN : EOD (Explosive Ordnance Disposal). Il s'agit de la plus haute qualification militaire en Déminage.
Les EOD des Armées et de la Gendarmerie sont formés au Pôle Inter Armées Munex (PIAM) à Angers et sont répartis dans les unités suivantes :
- Groupe Régional d'Intervention NEDEX Armée de terre (Régiment de Génie)
- Groupe Régional d'Intervention NEDEX Armée de l'air (Base aérienne)
- Groupe Plongeur Démineur (Marine Nationale)
- Groupe d'Intervention de la Gendarmerie Nationale (GIGN)

Parmi les EOD français, quelques personnels sont formés aux techniques de dépiégeage d'assaut, répartis au GPD Manche au GIGN et à la BRI PP afin d'apporter un appui NEDEX spécifique en phase offensive lors d'opérations de contre-terrorisme ou de forces spéciales.
Sur le territoire national, les dépiégeurs d'assaut sont intervenus lors des attentats du 7 janvier et du 13 novembre 2015.

### Déminage maritime

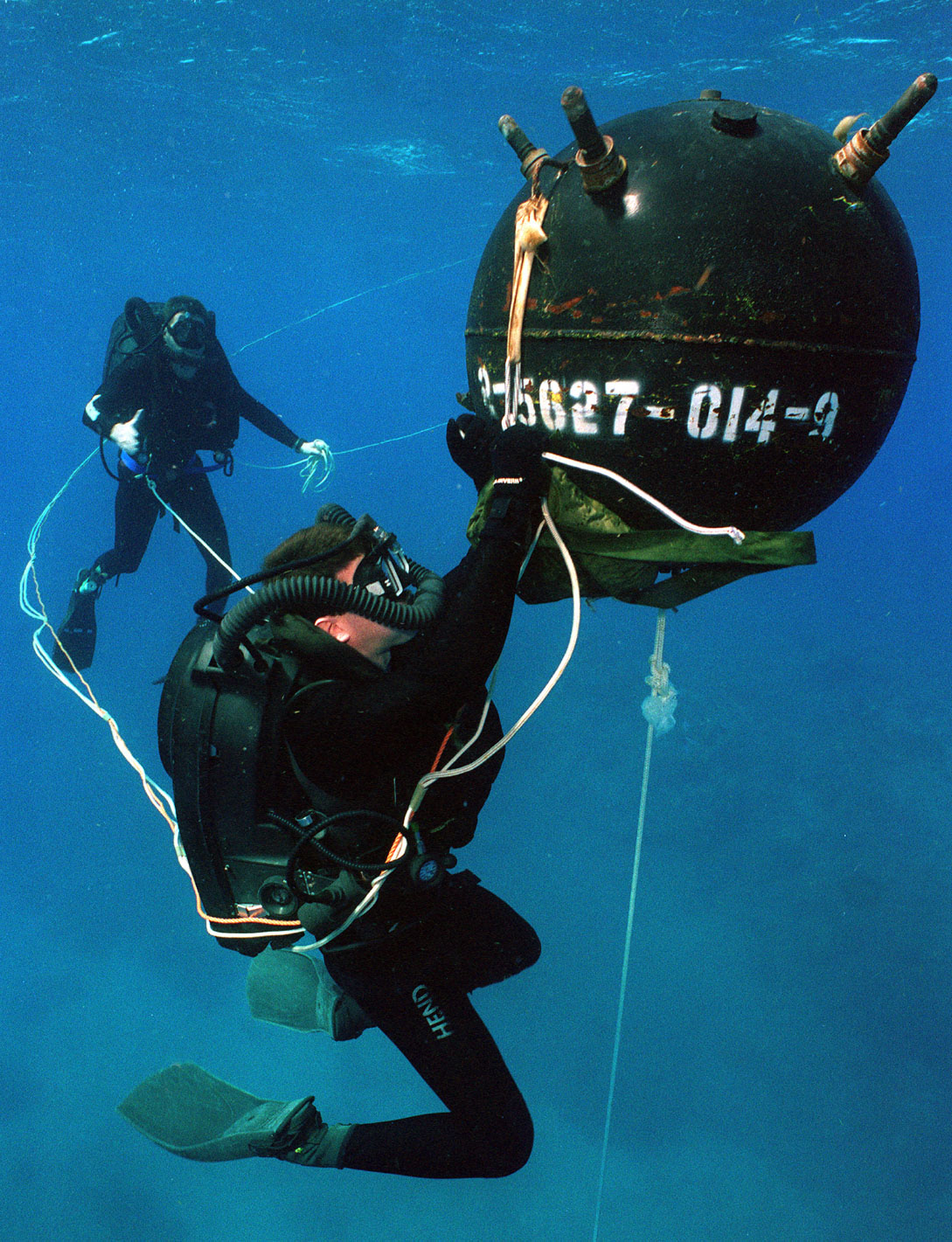
Destruction d'une mine navale par des plongeurs américains dans la baie de Guantánamo.

Le déminage maritime est un processus essentiel qui vise à identifier, neutraliser et éliminer les mines sous-marines et munitions non explosées laissées par des conflits armés ou des accidents. À la fin des deux guerres mondiales plusieurs milliards de tonnes d'explosifs, mines et munitions ont été immergés au fond des océans, car c'était le moyen le plus sûr et économique pour se débarrasser rapidement de ces engins. Ces mines représentent encore aujourd'hui une menace significative pour la navigation commerciale, la pêche et l'environnement marin. Les munitions non explosées peuvent libérer des substances toxiques dans l'eau, contaminant les écosystèmes marins et nuisant à la faune et la flore.
Les opérations de déminage requièrent plus de moyens et impliquent des techniques avancées, telles que l'utilisation de drones sous-marins, de robots télécommandés et de sonars pour localiser les mines. Les marines font appel à des navires spécialisés dans la lutte anti-mines. Certains navires sont spécialisés dans le balayage des mines, en traînant un fil ou un autre équipement dans l'eau pour couper les attaches des mines et les ramener à la surface pour les détruire, tandis que d'autres sont spécialisés dans la chasse aux mines directement en utilisant un sonar sophistiqué et des véhicules télécommandés pour trouver les mines. Ces navires doivent réduire au maximum la quantité de matériaux magnétique et leur signature acoustique car les mines modernes peuvent se servir de ces éléments comme moyen de déclenchement.
Une fois détectées, elles peuvent être neutralisées sur place ou retirées pour être détruites en toute sécurité. Le plus souvent, ce sont des plongeurs et scaphandriers qui sont chargés de faire exploser ces mines. Des travaux sont parfois nécessaires pour la destruction de ces mines. Les explosifs peuvent être situés trop près des infrastructures portuaires, et leur détonation pourrait entraîner des dommages, de plus afin de limiter l'impact sur les fonds marins, les mines peuvent être mise "sous fûts" c'est-à-dire qu'une enveloppe métallique est installé autour de la mine pour réduire la puissance de l'onde de choc ainsi que la projection des débris.
La France est très touchée par ce problème en particulier la Normandie. Il n'y a que 16 dépôts sous-marins au large des côtes normandes qui sont connus du public, car la liste et la localisation exacte de tous ces dépôts est une information classée secret défense. Il y également plusieurs dizaines d'épaves de navires coulés pendant la guerre qui peuvent contenir plusieurs centaines de tonnes d’explosif chacun, certains de ces navires sont encore accessible au public pour des sorties de plongée.

## Équipement

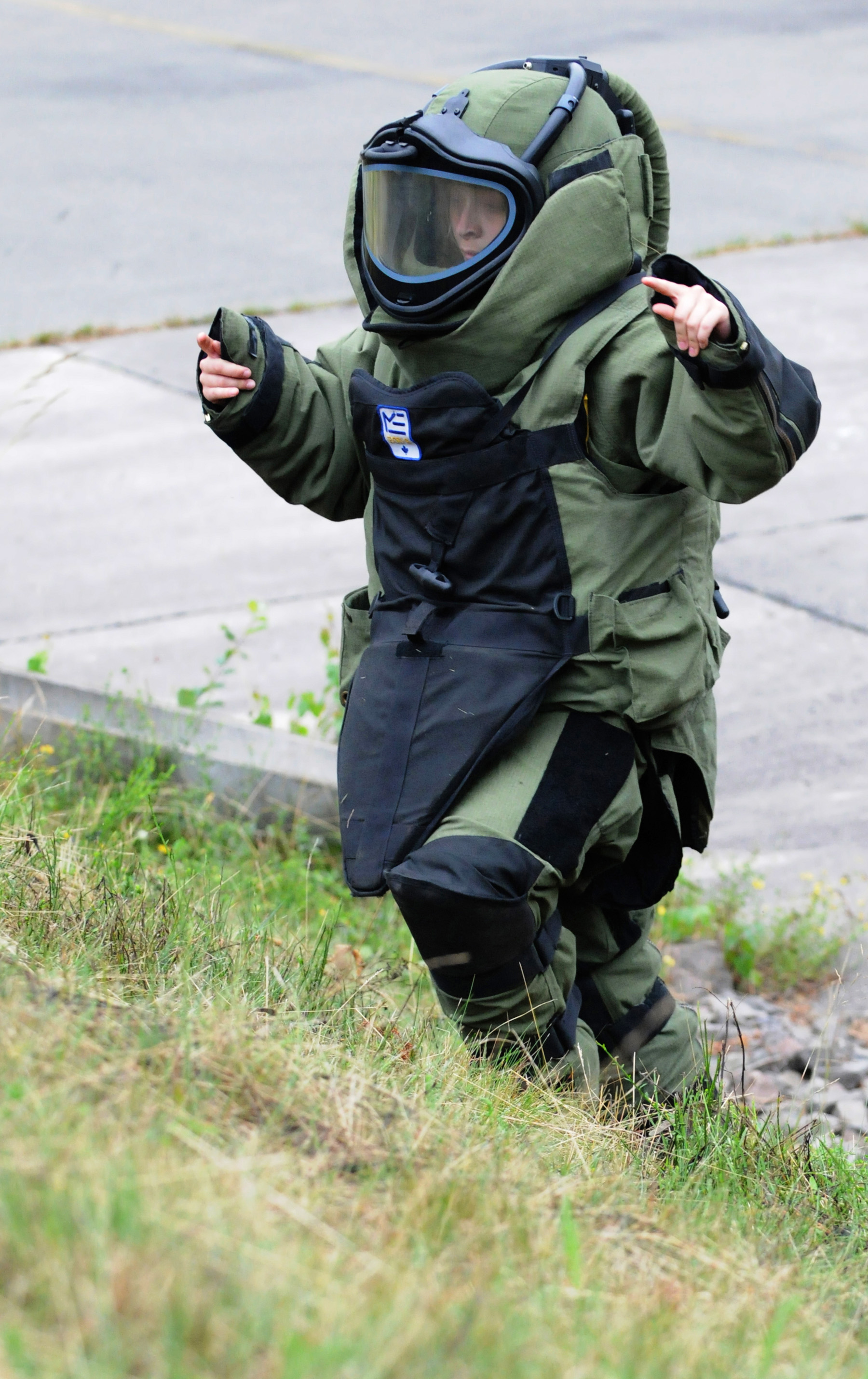
Une tenue de protection de 34 kilos.

La tenue lourde d'un démineur pèse trente kilogrammes et est principalement constituée de kevlar. La protection est plus importante de face que de dos. En raison de la précision de son travail, le démineur ne porte pas de gants. Il doit donc tenir ses mains derrière le dos et rester face à la bombe.
Les démineurs disposent de cartouches d'eau, propulsant de l'eau à grande vitesse, ce qui détruit le dispositif explosif avant qu'il se déclenche[réf. souhaitée].

## Coûts du déminage
Le retrait des mines est un travail long, fastidieux et coûteux. En effet, une mine ne coûte que 3 dollars à produire mais environ de 300 à 1 000 dollars à éliminer. Dans la plupart des cas, seul le déminage manuel est possible, en raison de la présence de tapis végétal dense, d'accidents de terrain, etc. Ainsi, déminer une surface de 1 km2 coûte entre 1 et 2 millions de dollars.
À titre d'exemple ;
- le conflit israélo-égyptien avait laissé dans le canal de Suez de nombreuses mines, engins explosifs et épaves qu'il a fallu neutraliser pour la réouverture décidée le 5 juin 1975. C'est une coopération entre les armées et démineurs des États-Unis, du Royaume-Uni, de France et d'Égypte qui a permis de nettoyer ces restes. Elle a couté plus cher que le percement du canal en 1865-1869, considéré comme un des chantiers les plus difficiles et titanesques[18].
- Les déminages nécessaires durant et après la « seconde » guerre du Viêt Nam auraient coûté encore bien plus cher (à cause des millions de mines antipersonnel, munitions non explosées – bombes, obus, mines, grenades, pièges… – éparpillées dans les champs et la jungle notamment, par les deux belligérants), avec des mines marines au nord (posées jusque dans les cours d'eau intérieurs par les États-Unis en mai et décembre 1972)[19]. Pour les engins éparpillés dans la jungle et dans les champs et rizières, Les autorités ont préféré prioriser la formation et information des populations pour limiter les risques d'accident plutôt que de nettoyer tout le territoire. Un Protocole d'accord signé à Paris[20] engageait les Américains à enlever toutes les mines marines au nord du Viêt Nam. Un autre protocole a été annexé au cessez-le-feu, concernant les restes militaires situés dans les zones civiles ou susceptibles de causer des dégâts à la population civile ou de gêner ses « activités normales », mais, ce protocole ne demandait aux parties que de faire tout leur possible pour achever l'enlèvement ou la désactivation... Il a de plus été jugé caduc par les Américains après la capitulation de Saïgon, le 30 avril 1975, deux ans après le cessez-le-feu signé à Paris entre les deux belligérants.

Dans le cas de déminage manuel, il faut y ajouter le coût des vies humaines, puisque les accidents sont très nombreux dans la phase de neutralisation.
On[Qui ?] a pris conscience dans les années 1970, qu'en raison de la toxicité de la plupart des composants de munitions, la neutralisation des munitions pouvait aussi laisser d'importantes séquelles environnementales. Un rapport de l'ONU a été rédigé avec 44 gouvernements, qui a recommandé différentes actions pour éliminer les restes matériels de guerres et leurs effets existants (échange d'information, assistance et conseils techniques et financiers, opérations communes d'élimination) ainsi que pour prévenir et éviter à l'avenir les dangers pour l'environnement.

## En France
Le laboratoire central de la Préfecture de Police de Paris
Le LCPP, à l’origine du premier service de déminage civil en France avec la création en son sein d’un « service des explosifs » le 1er avril 1893 pour le département de la Seine, demeure l’organisme de référence dans le domaine des interventions sur engins explosifs improvisés en raison des attributs propres à Paris (poids des institutions, rôle international de la France, etc.). Il identifie et neutralise les munitions trouvées ou remises par des autorités de police ou de justice. Il mène les enquêtes techniques après explosions ou attentats. Il procède aux analyses en vue de recherche et identification des composants de substances explosives notamment en cas d'attentats. Il effectue des missions de coopération à l'étranger sur presque tous les continents, aussi bien pour contribuer à des enquêtes après attentats que pour former ou appuyer les organismes étrangers.
Leur zone de compétence est Paris et la petite couronne.
Intervention en milieu subaquatique dans sa zone de compétence.
Formations au niveau international.
Prestations effectuées à la demande des autorités de police ou de justice.
24h/24, à la demande exclusive des services de police, une équipe de 27 démineurs, effectue en urgence des interventions de mise en sécurité dans la capitale et la proche banlieue. Quatre démineurs sont également détachés à la BRI parisienne.
Les missions des démineurs sont :
- examen de véhicules et objets suspects,
- recherche et identification de munitions
- neutralisation et le cas échéant destruction d’engins explosifs et de munitions
- sécurisation des lieux après attentats et participation aux investigations judiciaires
- assistance aux services de police lors de perquisitions
- expertise des systèmes d'allumage ou d'amorçage d’engins et identification de munitions à des fins judiciaires
- examen de sécurité sur site lié à des manifestations particulières et à des visites de personnalités

### Sécurité Civile
Faisant suite aux services chargés du désobusage et débombage après la Première Guerre mondiale, de 1945 à 1980, le service français du déminage a retiré 13 millions de mines, 23 millions d'obus et 600 000 bombes, soit 125 000 tonnes.
Au rythme de collecte, neutralisations et destructions des années 1990, le comité Deminex a estimé en 1995, qu'avec les apports de la Seconde Guerre, et hors de la dégradation naturelle des munitions et de leur enveloppe, il faudrait environ 700 ans pour l'élimination totale des résidus des Guerres en France.
Aujourd'hui, trois services distincts assurent le déminage sur le territoire français (environ 400 t/an en « routine », plus les années de grands chantiers de dépollution pyrotechnique)
- Les démineurs de la Sécurité Civile sur l'ensemble du territoire et dans les ports civils.
- Les démineurs du Laboratoire Central de la Préfecture de Police en ce qui concerne Paris et la petite couronne.
- Les militaires du NEDEX sur les terrains militaires, en mer (sauf les ports civils) et les unités du génie avec des EOD sur les théâtres d'opérations extérieures.

### Les munitions chimiques
En raison de leur double dangerosité, les munitions chimiques posent des problèmes spécifiques. Elles ont longtemps été détruites par « explosion en fourneau » en Baie de Somme, près de la Pointe de Saint-Quentin, selon une méthode (aujourd'hui dite Fire Ball) développée par un démineur.
La conjonction du classement d'une partie de la Baie en Réserve naturelle, d'une explosion accidentelle sur un des sites de stockage (en 1995) et de la non-conformité de ces pétardages à la Convention sur les armements chimiques (signée par la France) et une attention croissante portée aux impacts des dispersions de toxiques dans l'environnement feront cesser cette pratique au profit du stockage dans l'attente de la réalisation du projet d'usine SECOIA de démantèlement d'armes chimiques (qui a pris du retard).

### «Refondation»du service du déminage
Cette refondation a été décidée en 2010 par le gouvernement, dans le cadre de la RGPP et de « maîtrise des dépenses de l'État », en visant une « rationalisation du schéma d'implantation des centres de déminage ». En 2011, un programme septennal de rénovation et de mise aux normes des implantations locales du service de déminage vise la reconstruction ou restructuration de 13 centres ; création de 5 dépôts et d'un terrain de destruction de munitions : restructuration du dépôt de munitions chimiques de Suippes. Il s'agit aussi « dans la mesure du possible » de doter chaque centre d'un dépôt des munitions collectées proche d'un site de destruction pour éviter les transports dangereux de munitions non explosées. De 2007 à 2010, les flottes d'hélicoptères de la sécurité civile et de la gendarmerie devaient pouvoir répondre aux mêmes missions et une mutualisation des centres de maintenance est prévue pour 2011.
En 2009, selon les informations données par la Direction de la sécurité civile au Sénat, un document unique d'évaluation des risques professionnels (DUERP) devait être élaboré dans chacun des 26 centres par un agent chargé de la mise en œuvre (ACMO) sous la responsabilité d'un ingénieur hygiène et sécurité recruté au niveau central. 50 % des 26 centres prévoyaient avoir terminé leur DUERP avant fin 2010, l'autre moitié pour l'été 2011).
En 2009, les démineurs ont dû répondre à :
- 12 489 demandes d'intervention sur munitions de guerre (+ 31 % par rapport à 2008 ; augmentation expliquée par de grands chantiers de dépollution)[22] ;
- l'ordre de détruire 496 tonnes de munitions[22] ;
- la collecte de 10 tonnes de munitions chimiques (ypérite, arsine, etc. de la Première Guerre mondiale)[22] ;
- 3 093 réquisitions à la suite de découvertes d'objets suspects[22].

### Budgets
En 2009 15 479 interventions ont été faites, pour un coût unitaire de 215 euros.
En 2011, les crédits globaux de l'État pour la sécurité civile diminueront de 5 % (sauf ceux directement liés à l'activité opérationnelle (retardant, carburant et maintenance des aéronefs) qui resteront à hauteur des crédits 2010). Plus précisément : en 2011, l'État apportera 259,60 millions d'euros en autorisations d'engagement (AE) (contre 272,94 millions d'euros en 2010, soit une diminution de 4,88 %) et 264,84 millions d'euros en crédits de paiement (CP) (contre 264,80 millions d'euros en 2010, en augmentation de 0,01 %) à la sécurité civile. Les crédits de la ligne Neutralisation des engins explosifs devraient néanmoins augmenter de + 2,49 % (avec 35 492 179 € en autorisation d'engagement, soit + 0,67 % et 3 578 108 €, soit + 2,49 en crédits de paiement. En 2011, le budget "Neutralisation des engins explosifs" correspondra à 13,67 % du budget total de la sécurité civile pour les autorisations d'engagements, pour les 20 centres et 6 antennes de déminage, soit.
Au total, les services de déminage, pour la collecte, la neutralisation et la destruction des engins explosifs seront dotés en 2011 de 3,32 millions d'euros (contre 3,56 millions € en 2010, soit - 6,74 %). En investissement, les crédits inscrits pour un montant de 6,02 millions € en AE et 6,32 millions € en CP seront utilisés (hors immobilier (2,28 millions d'euros en AE et 2,57 millions d'euros en CP) pour acheter :
- des matériels de réponse à la menace NRBC (cf. LOPPSI (loi d'orientation et de programmation pour la sécurité intérieure) et Orientations du Livre blanc sur la défense et la sécurité nationale) ;
- des consommables, dont tenues jetables d'intervention ... ;
- 4 véhicules légers tout terrain et 10 véhicules utilitaires.

### Personnel (prévu au budget pour 2011)
- 13 personnels techniques ;
- 2 ouvriers d'État ;

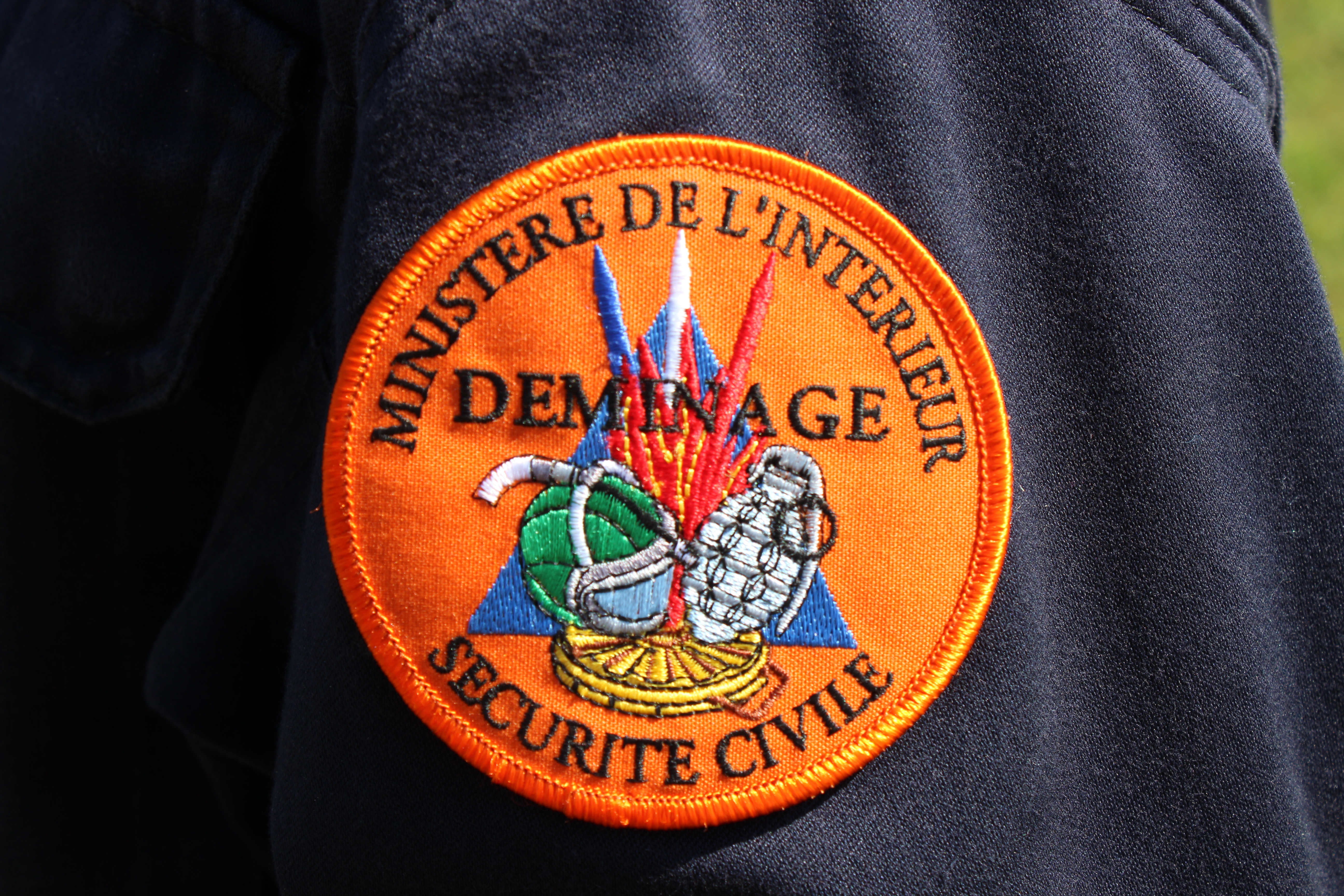
Écusson du Ministère de l'Intérieur du service de déminage.

- 76 hauts fonctionnaires de la police nationale ;
- 224 agents du corps d'encadrement et d'application de la police nationale ;
- 1 personnel administratif.

### Sécurité et législation
Le déminage était, en France, précédemment régi par la loi no 66-383 du 16 juin 1966 relative aux opérations de déminage poursuivies par l'État et par des ordonnances et de nombreux décrets,,, dont certains ont été abrogés,.
Il relève aujourd'hui :
- du ministre de l'intérieur (« en tout temps, sur terrain civil, sous réserve des dispositions des articles 3 et 4 » du décret,
- du ministre de la défense en tout temps, sur terrain militaire ou terrain placé sous la responsabilité des armées, ainsi que dans les eaux territoriales et sur le rivage de la mer, à l'exclusion des emprises des ports non militaires, sous réserve des dispositions des articles 3 et 4 du Décret no 2010-1261 du 22 octobre 2010.

De plus,
- Un niveau minimal de connaissances et d'aptitudes médicales est requis pour les personnes exerçant les fonctions de chargé de sécurité pyrotechnique, de responsable du chantier pyrotechnique et pour les personnes appelées à exécuter les opérations de dépollution pyrotechnique[29] ;
- Les distances à respecter par rapport aux installations avoisinantes, les installations à protéger et les règles de sécurité applicables lors des travaux réalisés dans le cadre d'un « chantier de dépollution pyrotechnique » ont été reprécisées par décret en 2005[30]. L'étude de sécurité pyrotechnique est définie par ce décret[30]. Elle doit être accompagnée de toutes les justifications utiles, et elle détermine pour chaque poste de travail :
  - les zones d'effets en prenant en considération, s'il y a lieu, les propriétés explosives particulières de ces matières ou objets et en tenant compte des dispositions envisagées et conditions existantes susceptibles de réduire ou d'aggraver le danger ;
  - la probabilité estimée d'accident pyrotechnique ainsi que les mesures prises pour éviter l'aggravation de cet accident par « effet domino ».

Elle précise la zone de sécurité dans laquelle la présence de personnes est interdite pendant la phase de destruction. Des dérogations exceptionnelles sont possibles, après avis de l'inspecteur de l'armement des poudres et explosifs.
- Un arrêté de 2010[31] précise qu'elles varient « selon la nature et la quantité des matières ou objets explosifs en cause, le type d'opérations effectuées sur ces matières ou objets et l'efficacité des dispositifs de protection interposés entre les installations », ainsi que selon « la gravité des effets d'un accident pyrotechnique » s'il devait advenir, et selon « la probabilité d'un tel accident ». Cet arrêté abroge l'arrêté du 23 janvier 2006 fixant les règles de détermination des distances d'isolement relatives aux chantiers de dépollution pyrotechnique.